# J. R. Holden
Jon Robert Holden (russisch Джон Роберт Холден; * 10. August 1976 in Pittsburgh, Pennsylvania) ist ein ehemaliger amerikanisch-russischer Basketballspieler. 2011 beendete er seine Karriere.

## Laufbahn
In seinem Heimatland, den Vereinigten Staaten, studierte und spielte er zwischen 1994 und 1998 an der Bucknell University im Bundesstaat Pennsylvania. Mit 1327 Punkten lag er 1998 auf dem neunten Rang der ewigen Korbjägerliste der Hochschulmannschaft. Später wurde er auch vom Deutschen Christopher McNaughton überholt, dem 1529 Punkte für Bucknell gelangen. In den Spieljahren 1996/97 (17,8 Punkte/Spiel) und 1997/98 (18,2 Punkte/Spiel) war Holden jeweils führender Korbschütze der Mannschaft.
Durch die Vermittlung eines finnischen Spielerberaters gelangte Holden 1998 zu ASK Brocēni-LMT Rīga (Lettland), dort erhielt er ein Gehalt von 1600 US-Dollar je Monat. Sein Landsmann Larry Daniels, der ebenfalls in Riga spielte, erleichterte ihm die Eingewöhnung. Dort gewann der für seine Treffsicherheit beim Distanzwurf bekannte US-Amerikaner ebenso die nationale Meisterschaft wie 2001 in Belgien mit Telindus Oostende und im folgenden Jahr in Griechenland mit AEK Athen. Sein Jahr in Athen wurde als großer Schritt in seiner Karriere angesehen, da er bei AEK mit deutlich besseren Mannschaftskollegen zusammenspielte (Dimosthenis Dikoudis, Jim Bilba, Nikolaos Zisis und andere) als zuvor und da er durch den Titelgewinn mit AEK den auch im europäischen Maßstab zur Spitze gehörenden Mannschaften Panathinaikos Athen und Olympiakos Piräus ein Schnippchen schlug. Anschließend wechselte er zur russischen Spitzenmannschaft ZSKA Moskau. Mit der Mannschaft gewann er 2003, 2004, 2005, 2006, 2007, 2008, 2009, 2010 und 2011 die russische Meisterschaft sowie 2005, 2006, 2007 und 2010 den russischen Pokal. Auf internationaler Ebene wurde er 2006 und 2008 Sieger der EuroLeague, 2007 sowie 2009 erreichte er mit ZSKA dort das Endspiel.
ZSKA beantragte die russische Staatsbürgerschaft für Holden und bezog sich auf eine gesetzliche Regelung, laut welcher diese „wegen besonderer Verdienste für das Land“ ausgestellt werden kann. Er erhielt im Oktober 2003 auf Anordnung von Wladimir Putin die russische Staatsbürgerschaft. Hintergrund waren eine neue Ausländerregelung in der Superleague Russland, die nur zwei US-Amerikaner pro Mannschaft erlaubte, sowie das Fehlen eines guten Aufbauspielers in der russischen Nationalmannschaft. Zu diesem Zeitpunkt sprach Holden kaum ein Wort Russisch, auch fühlte sich Holden nach eigenen Angaben weiterhin als US-Bürger. Mit der russischen Nationalmannschaft nahm er an den Europameisterschaften 2005 und 2007 teil, wobei 2007 der Titelgewinn gelang und Holden im Endspiel 2,1 Sekunden vor Schluss den entscheidenden Zwei-Punktwurf traf. Auch bei den Olympischen Spielern 2008 vertrat er Russland.
Nach der Spielerlaufbahn wurde er für die NBA-Mannschaft Philadelphia 76ers als Spielersichter tätig. Im September 2019 wechselte er zu den Brooklyn Nets und wurde dort in leitender Stellung für die Spielerbelange zuständig. Holden trat 2022 bei den Long Island Nets in der NBA-G-League das Amt des Managers an.